# Єкатеринбург
Єкатеринбу́рг (рос. Екатеринбу́рг, з 1924 по 1991 рік — Свердло́вськ (рос. Свердловск)) — четверте за кількістю населення місто Росії (після Москви, Санкт-Петербурга та Новосибірська), адміністративний центр Свердловської області, транспортно-логістичний вузол на Транссибірській магістралі, великий промисловий центр.
Єкатеринбург — головний адміністративний, культурний, науково-освітній осередок Уральського регіону, центр Уральського федерального округу; також тут розташовано штаб Центрального військового округу, Президія Уральського відділення Російської академії наук та 35 територіальних органів федеральної влади, тому місто ще називають «Столицею Уралу».

## Основні відомості
Місто засновано 1723 року. Названо на честь дружини Петра I Катерини (рос. Екатерина). Населення — близько 1,483 млн мешканців.
Важливий промисловий і науковий центр. У місті є 14 вищих навчальних закладів (зокрема 2 університети та консерваторія), кіностудія, театр опери й балету, театр ляльок.
Найвищою будівлею та одночасно найпівнічнішим хмарочосом у світі є комплекс Антей 3.
Залізничний вузол. Є метро, аеропорт.

## Географія

### Розташування
Єкатеринбург розташований у центральній частині Євразії, за 1667 км на схід від Москви. Географічні координати: 56°50' північної широти, 60°35' східної довготи, 270 м над рівнем моря.
Місто розташоване на східному схилі Уральських гір, на берегах річки Ісеть, на якій у межах міста утворено 4 ставка — Верх-Ісетський, Міський, Парковий і Нижньо-Ісетський. Також у межах міста розташовано чотири природних озера: на сході — Шарташ і Малий Шарташ, на північному заході — Шувакиш, на заході — Здохня.
Географічне положення Єкатеринбурга вкрай вигідне і з плином історії сприятливо вплинуло на розвиток міста. Єкатеринбург розташований на Середньому Уралі, де гори мають невелику висоту, що слугувало сприятливою умовою для будівництва через Єкатеринбург основних транспортних магістралей із Центральної Росії до Сибіру (Великий Сибірський тракт і, з деяких пір, Транссибірська залізниця). У результаті Єкатеринбург сформувався як стратегічно важливий центр Росії, який і понині забезпечує зв'язок між Європейською і Азійською частинами країни.
Єкатеринбург, як і вся Свердловська область, лежить у часовому поясі Єкатеринбурзький час. Зсув відносно UTC становить +5:00, при цьому географічно місто знаходиться у центрі четвертого поясу.

### Клімат
Єкатеринбург розташований у зоні помірно-континентального клімату з характерною різкою мінливістю погодних умов, добре вираженими порами року. Уральські гори, незважаючи на їхню незначну висоту, перекривають шлях масам повітря, що надходять із заходу, з європейської частини Росії. У результаті Середній Урал виявляється відкритим для вторгнення холодного арктичного повітря і сильно вихоложенного континентального повітря Західно-Сибірської рівнини; водночас з півдня сюди можуть безперешкодно проникати теплі повітряні маси Прикаспію і пустель Середньої Азії. Тому для Єкатеринбурга і характерні різкі коливання температур і формування погодних аномалій: взимку — від суворих морозів до відлиг і дощів, влітку — від спеки вище +35 °C до заморозків. У січні 2002 року в Єкатеринбурзі спостерігалося унікальне явище — зимова гроза.
- Середня температура січня −12,6 °C. Абсолютний мінімум температур дорівнює −46,7 °C  (31 грудня 1978 року)
- Середня температура липня +19 °C. Абсолютний максимум температур дорівнює +38,8 °C  (1 липня 1911)
- Середньорічна температура +3 °C
- Середньорічна швидкість вітру — 2,9 м/с
- Середньорічна вологість повітря — 71 %
- Середньорічна кількість опадів — 537 мм

| Клімат Єкатеринбурга    | Клімат Єкатеринбурга | Клімат Єкатеринбурга | Клімат Єкатеринбурга | Клімат Єкатеринбурга | Клімат Єкатеринбурга | Клімат Єкатеринбурга | Клімат Єкатеринбурга | Клімат Єкатеринбурга | Клімат Єкатеринбурга | Клімат Єкатеринбурга | Клімат Єкатеринбурга | Клімат Єкатеринбурга | Клімат Єкатеринбурга |
| Показник                | Січ.                 | Лют.                 | Бер.                 | Квіт.                | Трав.                | Черв.                | Лип.                 | Серп.                | Вер.                 | Жовт.                | Лист.                | Груд.                | Рік                  |
| Абсолютний максимум, °C | 5,6                  | 9,4                  | 17,3                 | 28,8                 | 33,4                 | 35,6                 | 38,8                 | 37,2                 | 31,9                 | 24,7                 | 13,5                 | 5,9                  | 38,8                 |
| Середній максимум, °C   | −9,1                 | −6,8                 | 1,0                  | 9,8                  | 17,4                 | 23,0                 | 24,4                 | 21,1                 | 14,5                 | 6,8                  | −2,8                 | −7,9                 | 7,6                  |
| Середня температура, °C | −12,6                | −11,1                | −3,8                 | 4,3                  | 11,3                 | 17,1                 | 19,0                 | 15,9                 | 9,8                  | 3,4                  | −5,8                 | −11                  | 3,0                  |
| Середній мінімум, °C    | −15,7                | −14,5                | −7,6                 | 0,0                  | 6,2                  | 12,1                 | 14,4                 | 11,9                 | 6,4                  | −0,7                 | −8,3                 | −13,7                | −0,7                 |
| Абсолютний мінімум, °C  | −44,6                | −42,4                | −39,2                | −21,8                | −13,5                | −2,3                 | 1,5                  | −1                   | −9                   | −26,6                | −39,2                | −46,7                | −46,7                |
| Норма опадів, мм        | 27                   | 20                   | 21                   | 28                   | 50                   | 75                   | 90                   | 73                   | 58                   | 39                   | 33                   | 27                   | 541                  |
| ----------------------- | -------------------- | -------------------- | -------------------- | -------------------- | -------------------- | -------------------- | -------------------- | -------------------- | -------------------- | -------------------- | -------------------- | -------------------- | -------------------- |

|                       |                      |                       |                      |
| Весна в Єкатеринбурзі | Літо в Єкатеринбурзі | Осінь в Єкатеринбурзі | Зима в Єкатеринбурзі |

## Адміністративно-політичний устрій
Місто Єкатеринбург і прилеглі території (включаючи кілька населених пунктів) утворюють Єкатеринбурзький міський округ.

### Адміністративний поділ
З метою організації управління муніципальне утворення «місто Єкатеринбург» поділяється на 7 адміністративних районів. Район не є муніципальним утворенням. Перетворення або скасування районів, зміна їхніх меж може здійснюватися рішенням Єкатеринбурзької міської думи за поданням міського голови Єкатеринбурга. Особливістю територіального поділу можна назвати те, що історичний центр міста поділений між п'ятьма адміністративними районами (крім Чкаловського та Орджонікідзевського).
| Район                 | Площа | Населення | Глава Адміністрації           | Сайт                                                               |
| --------------------- | ----- | --------- | ----------------------------- | ------------------------------------------------------------------ |
| 1. Верх-Ісетський     | 240   | 198 808   | Бреденко Олександр Васильович | http://viadm.ru [Архівовано 3 квітня 2022 у Wayback Machine.]      |
| 2. Залізничний        | 126   | 156 632   | Лаппо Валентин Анатолійович   | https://web.archive.org/web/20130909183749/http://zhda.ekburg.ru/  |
| 3. Орджонікідзевський | 102   | 274 262   | Лефтон Олег Львович           | http://ordek.ru [Архівовано 4 серпня 2020 у Wayback Machine.]      |
| 4. Кіровський         | 72    | 221 167   | Лошаков Олександр Юрійович    | http://kiradm.ru [Архівовано 2 квітня 2022 у Wayback Machine.]     |
| 5. Октябрський        | 176   | 139 822   | Строшков Валерій Петрович     | https://web.archive.org/web/20180421101719/http://www.octadmin.ru/ |
| 6. Чкаловський        | 402   | 249 644   | Мішарін В'ячеслав Миколайович | http://chkadm.ru [Архівовано 3 серпня 2020 у Wayback Machine.]     |
| 7. Ленінський         | 25    | 155 739   | Архипов Євген Костянтинович   | http://ленрайон.рф [Архівовано 8 червня 2016 у Wayback Machine.]   |

### Органи влади

#### Міські

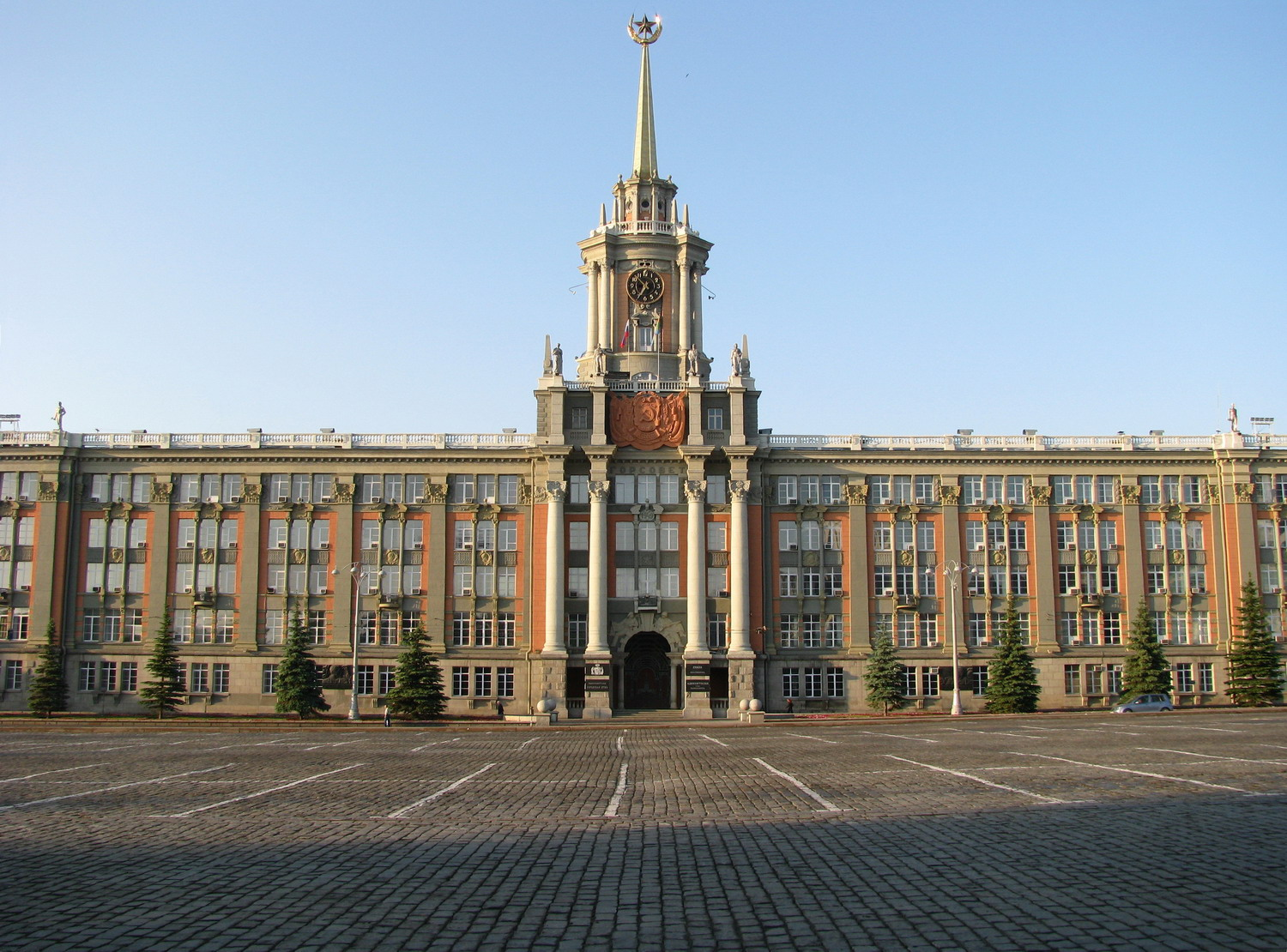
Будівля адміністрації Єкатеринбурга на площі 1905

##### Голова Єкатеринбурга
Згідно зі статутом Єкатеринбурга, вищою посадовою особою муніципального утворення є голова Єкатеринбурга — голова Єкатеринбурзької міської Думи, який обирається загальним голосуванням. Цю посаду з 23 листопада 2010 року обіймав Євген Миколайович Порунов.

##### Єкатеринбурзька міська дума
Представницьким органом муніципального утворення є Єкатеринбурзька міська дума, яка представляє все населення міста. Чисельний склад думи — 35 депутатів, обраних по одномандатних округах (у наступному скликанні думи 18 депутатів буде обрано по одномандатних округах і 17 — по єдиному виборчому округу). Депутати обираються жителями міста на основі загального голосування строком на 4 роки. Нині працює дума п'ятого скликання, перше засідання якої відбулося 10 березня 2009 року.

##### Адміністрація Єкатеринбурга
Виконавчо-розпорядчим органом муніципального утворення є Адміністрація міста Єкатеринбурга, очолювана Олександром Якобом. Адміністрація Єкатеринбурга наділена власними повноваженнями у вирішенні питань місцевого значення, однак підконтрольна і підзвітна Єкатеринбурзькій міській Думі. Будівля Адміністрації Єкатеринбурга розташована на головній площі міста — площі 1905.

## Населення

### Динаміка
Населення Єкатеринбурга останніми роками стабільно збільшується. Населення на початок року.
| 1724      | 1786      | 1820      | 1851      | 1877      | 1897      | 1917      | 1926      | 1939      | 1959      | 1967      | 1979      | 1988      | 1989      |
| --------- | --------- | --------- | --------- | --------- | --------- | --------- | --------- | --------- | --------- | --------- | --------- | --------- | --------- |
| 4000      | 9276      | 13 026    | 15 471    | 30 274    | 43 239    | 71 590    | 134 800   | 423 000   | 778 600   | 961 000   | 1 211 200 | 1 351 000 | 1 364 621 |
| 2002      | 2003      | 2004      | 2005      | 2006      | 2007      | 2008      | 2009      | 2010      | 2011      | 2012      | 2013      |           |           |
| 1 340 465 | 1 340 500 | 1 334 400 | 1 335 500 | 1 339 600 | 1 346 300 | 1 354 400 | 1 332 264 | 1 343 839 | 1 352 793 | 1 377 738 | 1 429 400 |           |           |

### Демографічні показники

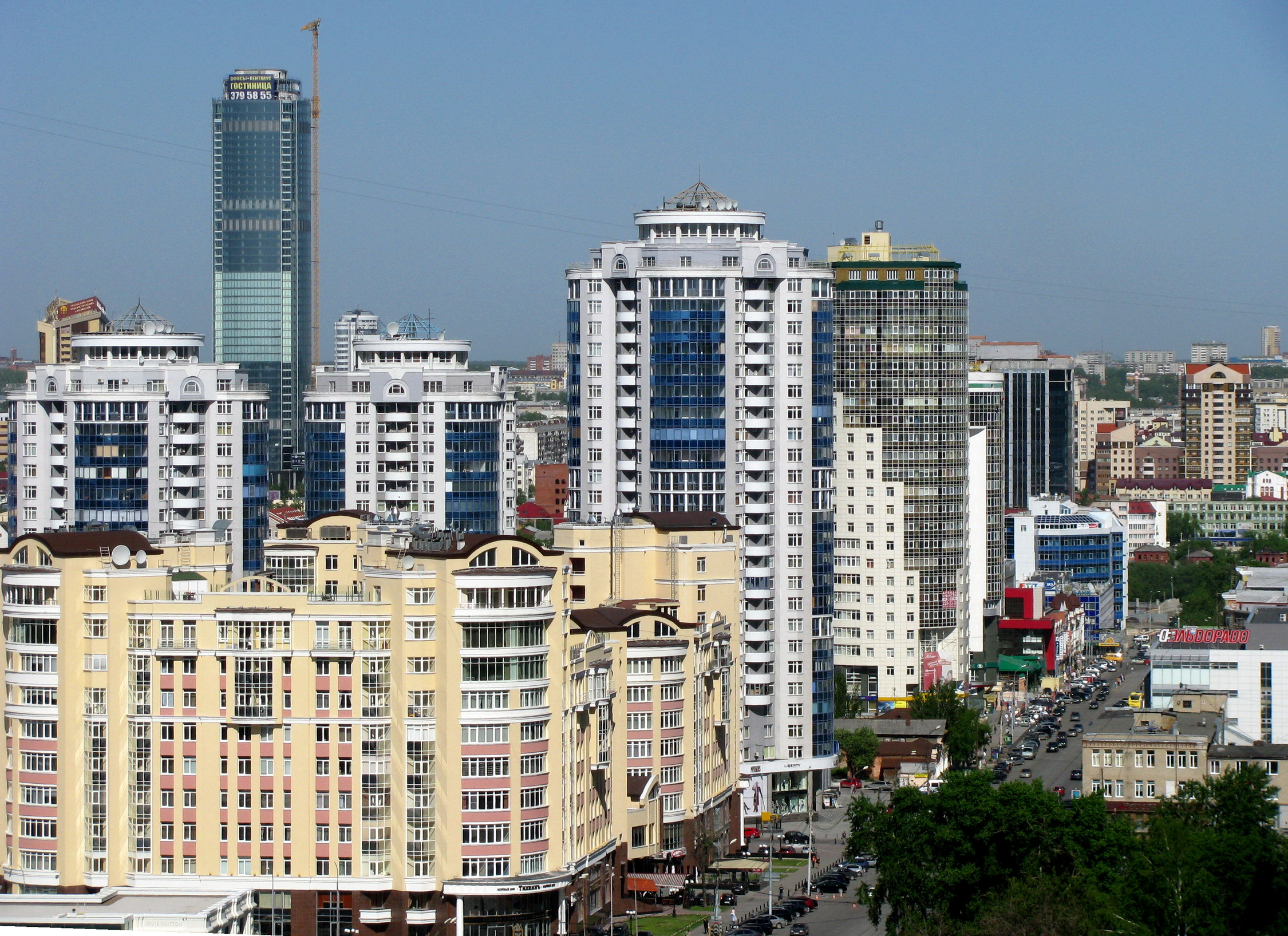
Центральна частина Єкатеринбурга, 2009 рік.

Останніми роками спостерігається стабільне збільшення народжуваності (2010 року вона становила 13,1 осіб на 1000 осіб населення). Також в Єкатеринбурзі найнижча смертність серед міст-мільйонерів Росії.
Віковий склад (осіб)
- Населення молодше працездатного віку — 185 000
  - З них діти у віці до 7 років — 75 000
- Населення працездатного віку — 869 000
- Населення старше працездатного віку — 269 000

Статевий склад (осіб)
- Чоловіки — 616 000 (44 %)
- Жінки — 784 000 (56 %)

### Національний склад
Єкатеринбург посідає четверте місце за чисельністю населення серед міст Росії і є найбільшим містом на Уралі. Національний склад включає безліч народів, де абсолютна більшість — росіяни, а також татари, українці, башкири.
| Народ               | Національний склад за всеросійської Перепису 2010 року |
| ------------------- | ------------------------------------------------------ |
| Росіяни             | 1 106 688 (89,04 %)                                    |
| Татари              | 46 232 (3,72 %)                                        |
| Українці            | 12 815 (1,03 %)                                        |
| Башкири             | 11 922 (0,96 %)                                        |
| Марійці             | 6 481 (0,52 %)                                         |
| Азербайджанці       | 6 381 (0,51 %)                                         |
| Таджики             | 5 868 (0,47 %)                                         |
| Вірмени             | 5 271 (0,42 %)                                         |
| Євреї               | 4 339 (0,35 %)                                         |
| Узбеки              | 4 072 (0,33 %)                                         |
| Інші національності | 32 863 (2,64 %)                                        |

## Освіта та наука
3 (16) липня 1914 року був заснований перший у місті виш — Уральський гірничий інститут імператора Миколи II (нині Уральський державний гірничий університет). 5 березня 1930 року згідно з рішенням Колегії при Народному комісаріаті пошти і телеграфу відкрито перший у місті центр підготовки фахівців у галузі зв'язку — Свердловський енергетичний технікум зв'язку (нині Уральський технічний інститут зв'язку та інформатики). Перший університет з'явився в Єкатеринбурзі після декрету РНК РРФСР, підписаним В. І. Леніним 19 жовтня 1920 року — Уральський державний університет імені О. М. Горького.

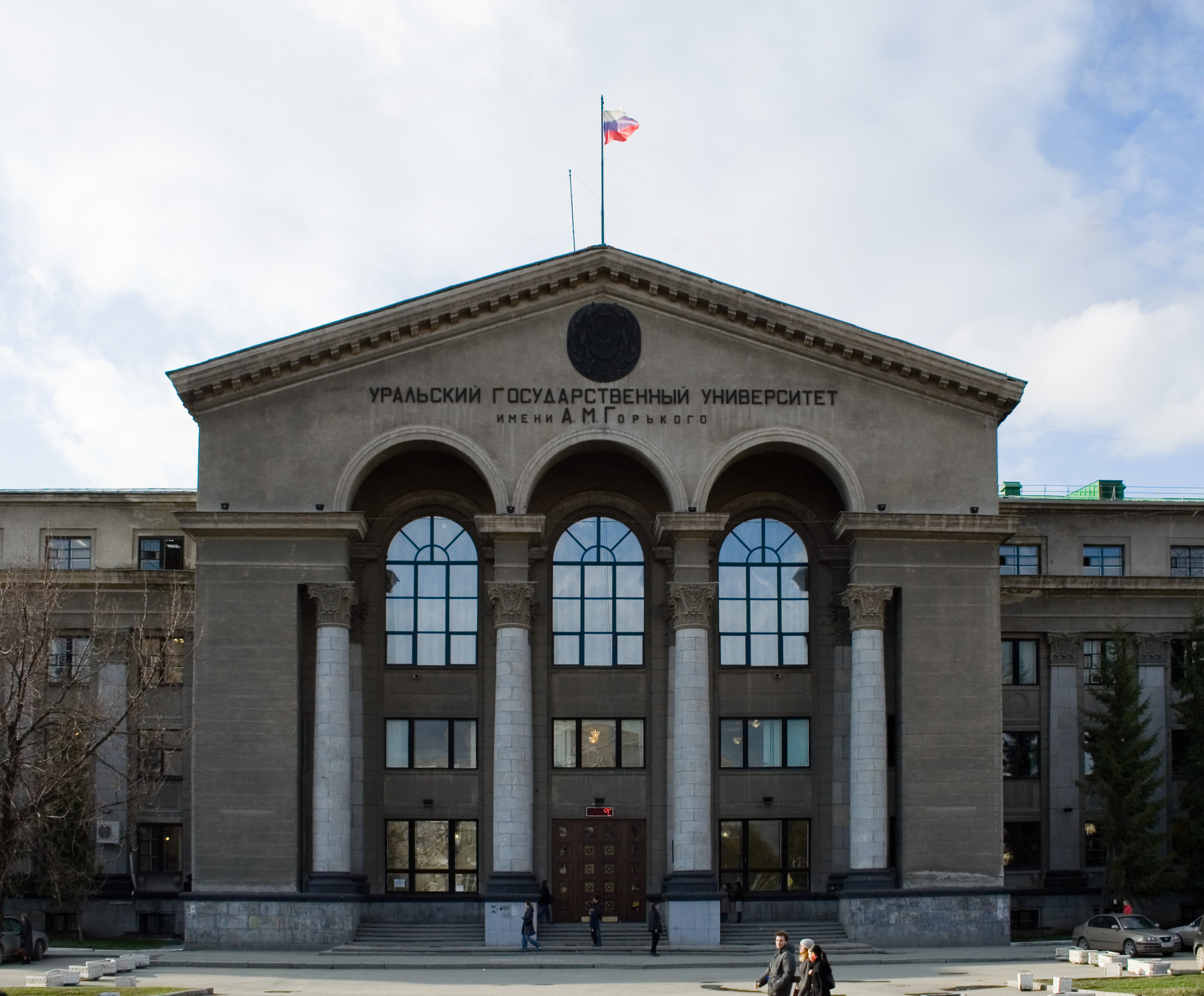
Уральський державний університет імені О. М. Горького

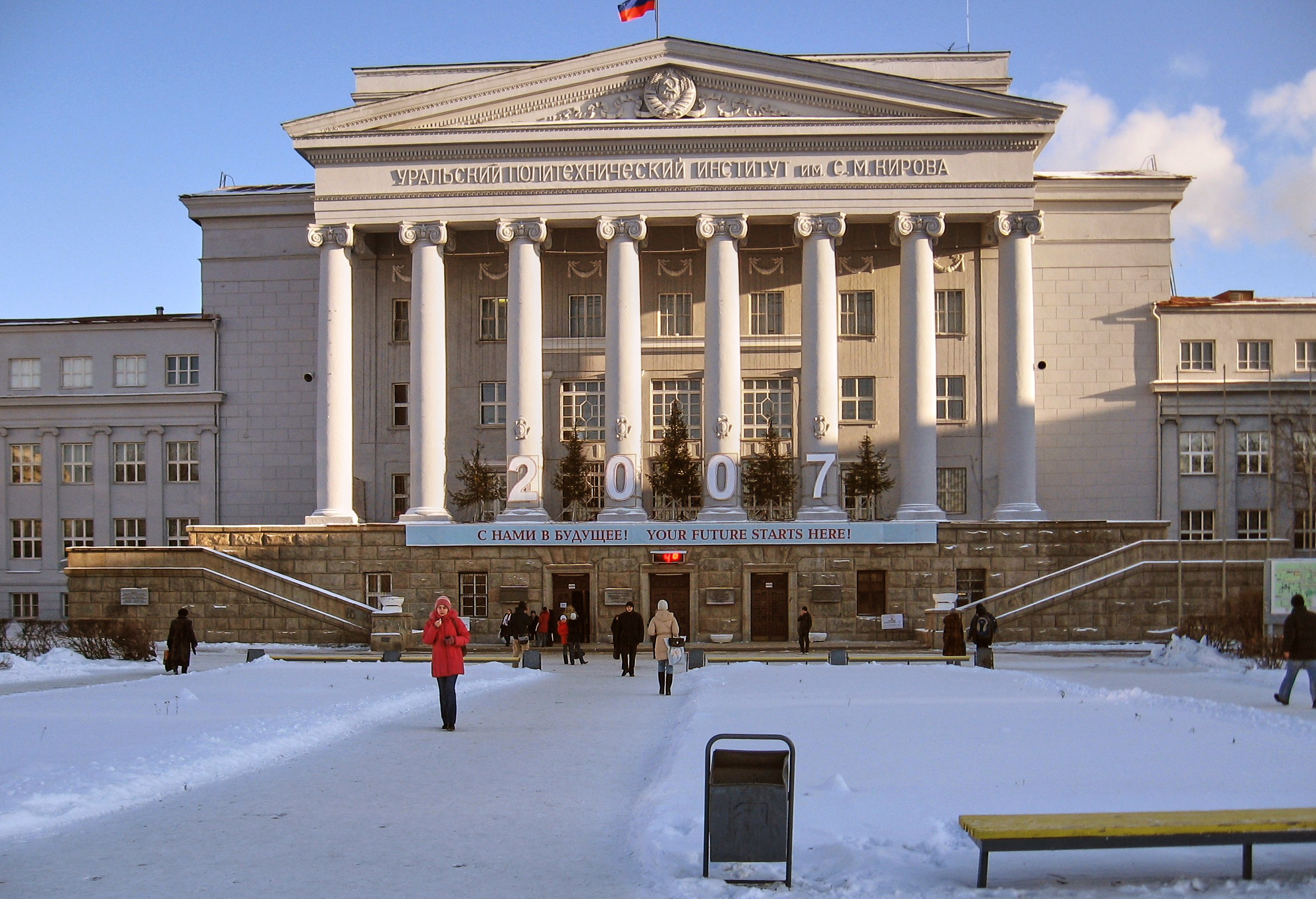
Уральський державний технічний університет — УПІ

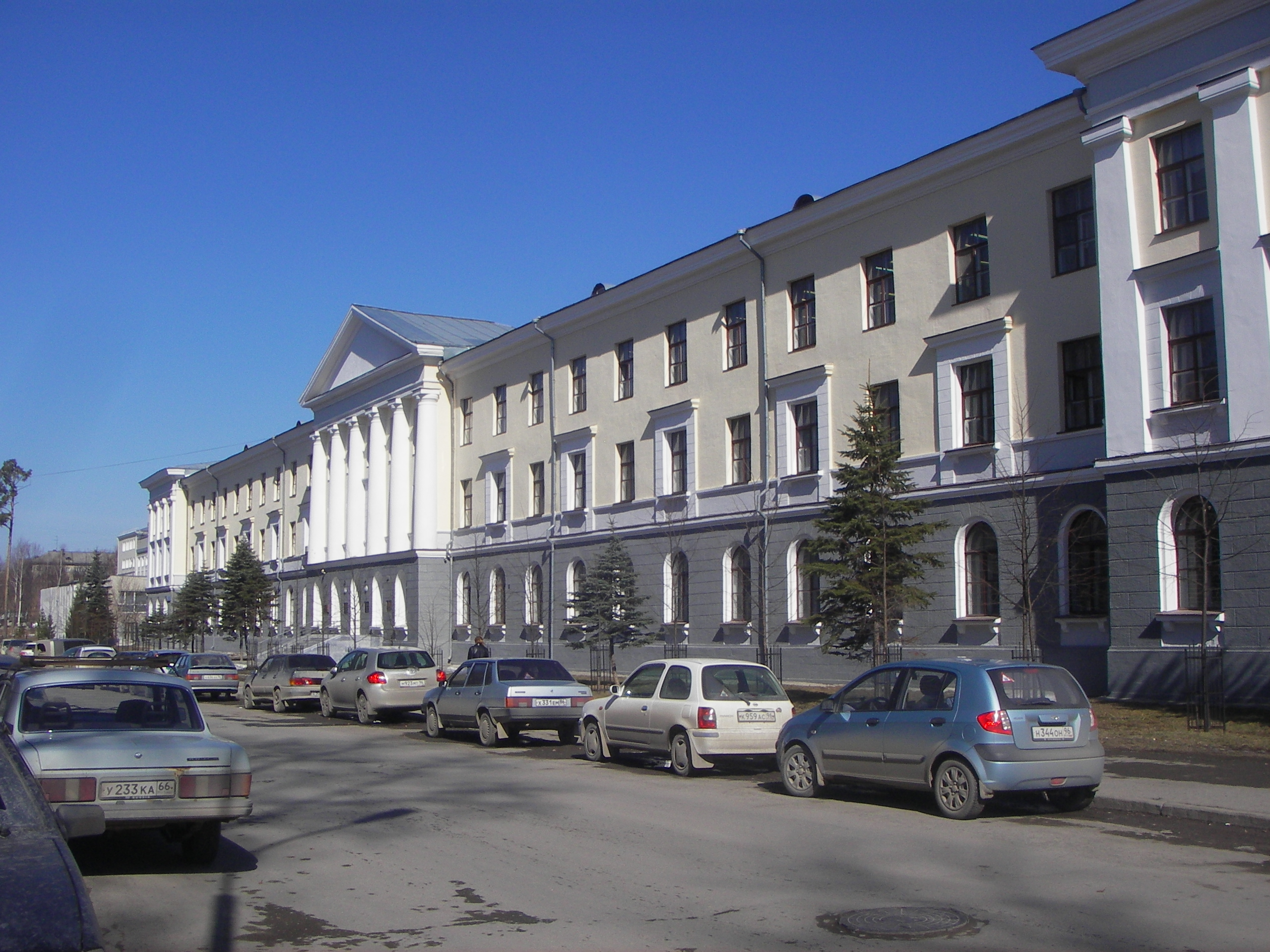
Інститут фізики металів УрВ РАН

1934 року заснована Свердловська консерваторія, нині Уральська державна консерваторія імені М. П. Мусоргського.
За рівнем кваліфікації випускових кадрів єкатеринбурзькі виші є одними з провідних у Росії. Зокрема, за кількістю випускників, які представляють нинішню управлінську еліту Росії, єкатеринбурзькі виші поступаються тільки вишам Москви і Санкт-Петербурга. Наразі в місті є 20 власних державних вишів, у яких загалом навчається понад 140 тисяч студентів. Крім цього, у місті відкрито 14 недержавних вишів, у тому числі одна муніципальна установа — Єкатеринбурзька академія сучасного мистецтва і одна церковна — Єкатеринбурзька духовна семінарія.
Також в Єкатеринбурзі розташована престижна Уральська державна архітектурно-художня академія, яка в офіційному рейтингу Міністерства освіти та науки РФ і Вищої школи економіки стабільно посідає третє місце серед архітектурно-художніх вишів Росії (слідом за МАрхІ та Московською архітектурно-промисловою академією ім. Строганова).
У місті існує безліч філій іногородніх вишів, зокрема Уральський філія Сибірського державного університету телекомунікацій та інформатики, Уральська філія Російської академії приватного права, Єкатеринбурзька філія Російської економічної академії імені Г. В. Плеханова, Єкатеринбурзька філія Університету Російської академії освіти, Єкатеринбурзька філія Московського державного гуманітарного університету імені М. А. Шолохова та інші.
2005 року з ініціативи губернатора Свердловської області Е. Е. Россель почав розроблятися проєкт Великого євразійського університету (ВЄДУ), який передбачав об'єднання 13 провідних вишів міста та 10 науково-дослідних інститутів УРО РАН, створення технопарків, адміністративно-інформаційного центру, що включає бібліотеку, поліклініку, спортивні та культурно-розважальні модулі. У ході проєктування в генеральному плані Єкатеринбурга було виділено ділянку 1,5 тис. га в районі озера Шарташ. Проте в грудні 2008 року було оголошено про закриття проєкту ВЄДУ та формування на базі його напрацювань проєкту Уральського федерального університету (УрФУ), який дістав підтримку уряду Росії.
У травні 2011 року були об'єднані Уральський державний університет імені О. М. Горького і Уральський державний технічний університет — УПІ. Підсумком злиття класичного і технічного університетів стала поява нового, найбільшого на Середньому Уралі вишу — УрФУ.

### Наука
Єкатеринбург є четвертим за величиною науковим центром країни після Москви, Санкт-Петербурга і Новосибірська. У місті розташовані президія та значна кількість інститутів Уральського відділення Російської академії наук (Уро РАН) і близько 100 проєктних і конструкторських організацій. 2007 року на базі Уральського державного університету імені Горького відкрився центр нанотехнології, який уже представив низку своїх розробок на виставках регіонального і загальноросійського рівнів і отримав у березні 2009 року атестат компетентності державної корпорації Роснано. У 2012 році почалося проєктування Школи Сколково, яка розміститься в одній із рекреаційних зон Єкатеринбурга.

## Культура

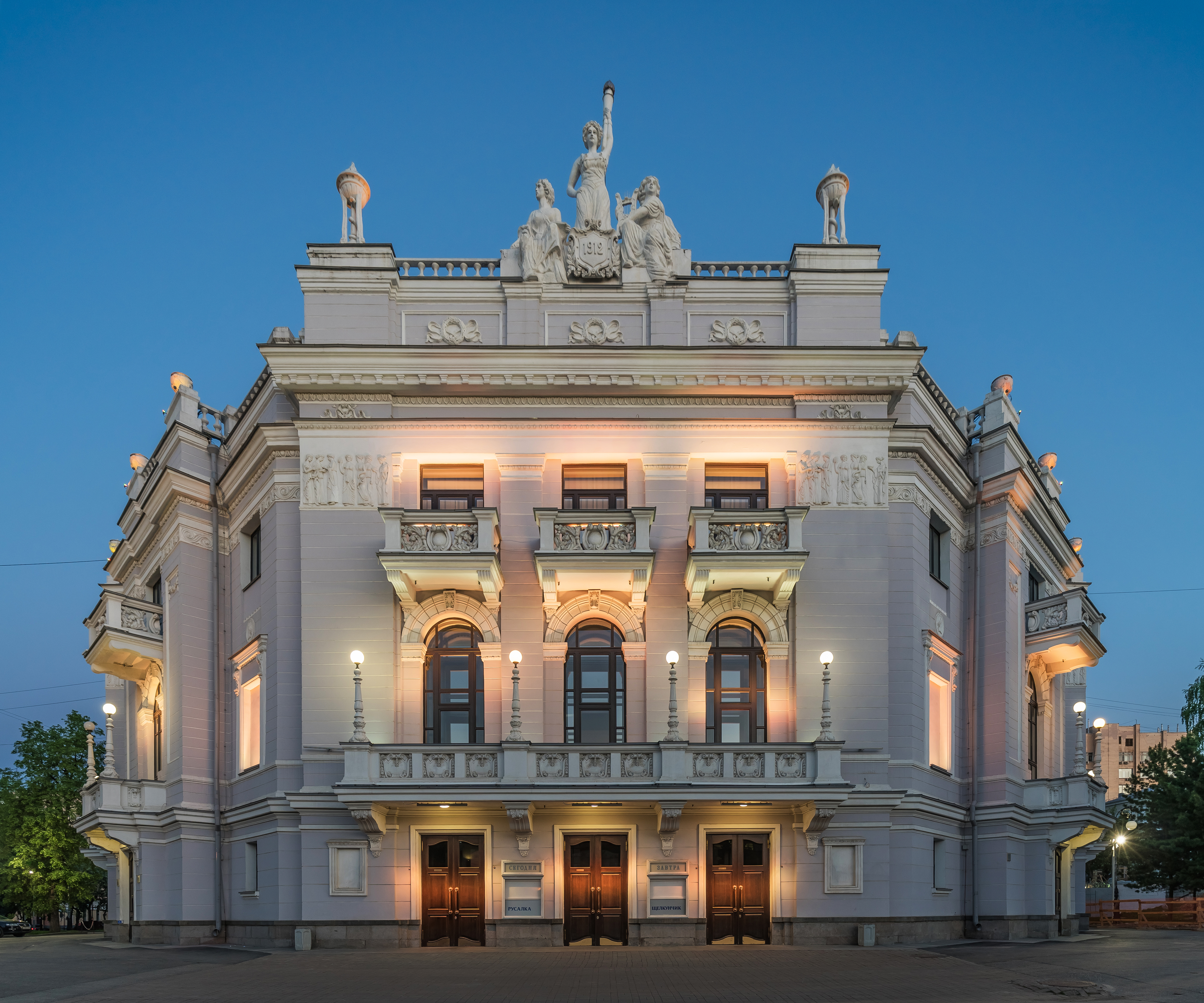
Оперний театр

У Єкатеринбурзі функціонують кілька десятків бібліотек. Найбільші бібліотечні організації — Свердловська обласна універсальна наукова бібліотека ім. В. Г. Бєлінського — найбільша публічна бібліотека Свердловської області, і Муніципальне об'єднання бібліотек, що має у своєму складі 41 бібліотеку по всьому місту, зокрема Центральну міську бібліотеку ім. А. І. Герцена.
У місті діє близько 50 різних музеїв, у тому числі Єкатеринбурзький музей образотворчих мистецтв, Свердловський обласний краєзнавчий музей, меморіальний будинок-музей П. П. Бажова. Єкатеринбурзькі музеї щороку беруть участь у міжнародному заході «Ніч музеїв». У місті працюють Єкатеринбурзький державний академічний театр опери та балету, академічний театр музичної комедії, академічний театр драми, «Коляда-театр», театр юного глядача, театр ляльок, театр «Провінційні танці» й інші театри.
З 1943 року в місті функціонує Свердловська кіностудія — єдина кіностудія в Росії за межами Москви і Санкт-Петербурга, що знімає не лише документальне, а й художнє кіно. У Єкатеринбурзі діють 18 кінотеатрів, найстаріший з яких — «Салют», наймісткіший — ККТ «Космос». Також у місті розташовані кінотеатри мереж «Прем'єр-Зал», «Кіномакс», «Кіноплекс». Останнім часом нові кінотеатри відкриваються, як правило, у торгово-розважальних центрах.
Крім цього, у місті є зоопарк і цирк.
18 червня 2011 року в Єкатеринбурзі стартував проєкт «Червона лінія». Це лінія червоного кольору, нанесена на пішохідну частину доріг. Нині вона з'єднує 34 пам'ятних місця.

## Відомі люди
- Казанцев Володимир Гаврилович (1849—1902) — російський живописець і графік
- Шуцький Юліан (1897—1938) — радянський лінгвіст польського походження, сходознавець, синолог, перекладач і поет, дослідник даосизму, автор першого російського перекладу «Книги перемін» (1960)
- Александров Григорій Васильович (1903—1983) — російський радянський кінорежисер і сценарист
- Мінц Климентій Борисович (1908—1995) — російський кінодраматург
- Сабуров Борис Олександрович (1912—1992) — радянський і український актор театру і кіно
- Гуляєв Володимир Леонідович (1924—1997) — радянський і російський актор
- Чернова Тамара Олександрівна (* 1928) — радянська російська актриса
- Ткачук Роман Денисович (1932—1994) — російський актор українського походження
- Лазарєв Едуард Леонідович (1935—2008) — радянський, молдавський композитор
- Дем'яненко Олександр Сергійович (1937—1999) — російський радянський актор
- Філозов Альберт Леонідович (1937—2016) — радянський і російський актор театру і кіно
- Борейко Володимир (* 1958) — еколог, природоохоронець, Заслужений природоохоронець України (народився в Єкатеринбурзі, живе у Києві).
- Свєтлаков Сергій (нар. 1977) — російський комедійний актор, сценарист, телеведучий, учасник колишньої команди КВК, а нині творчого колективу «Уральські пельмені».
- Ситников Микола (1910—1993) — театральний художник, народний художник РРФСР.
- Шишкін Георгій (нар. 1948) — російський художник.
- Шуляк Станіслав (нар. 1962) — український військовий, колишній начальник Головного управління — командувач внутрішніх військ МВС України, генерал-лейтенант.
- Шаєвич Михайло Абрамович (* 1941) — радянський, український кінорежисер, сценарист.
- Ільїн Володимир Адольфович (* 1947) — радянський і російський актор театру і кіно.

## Галерея

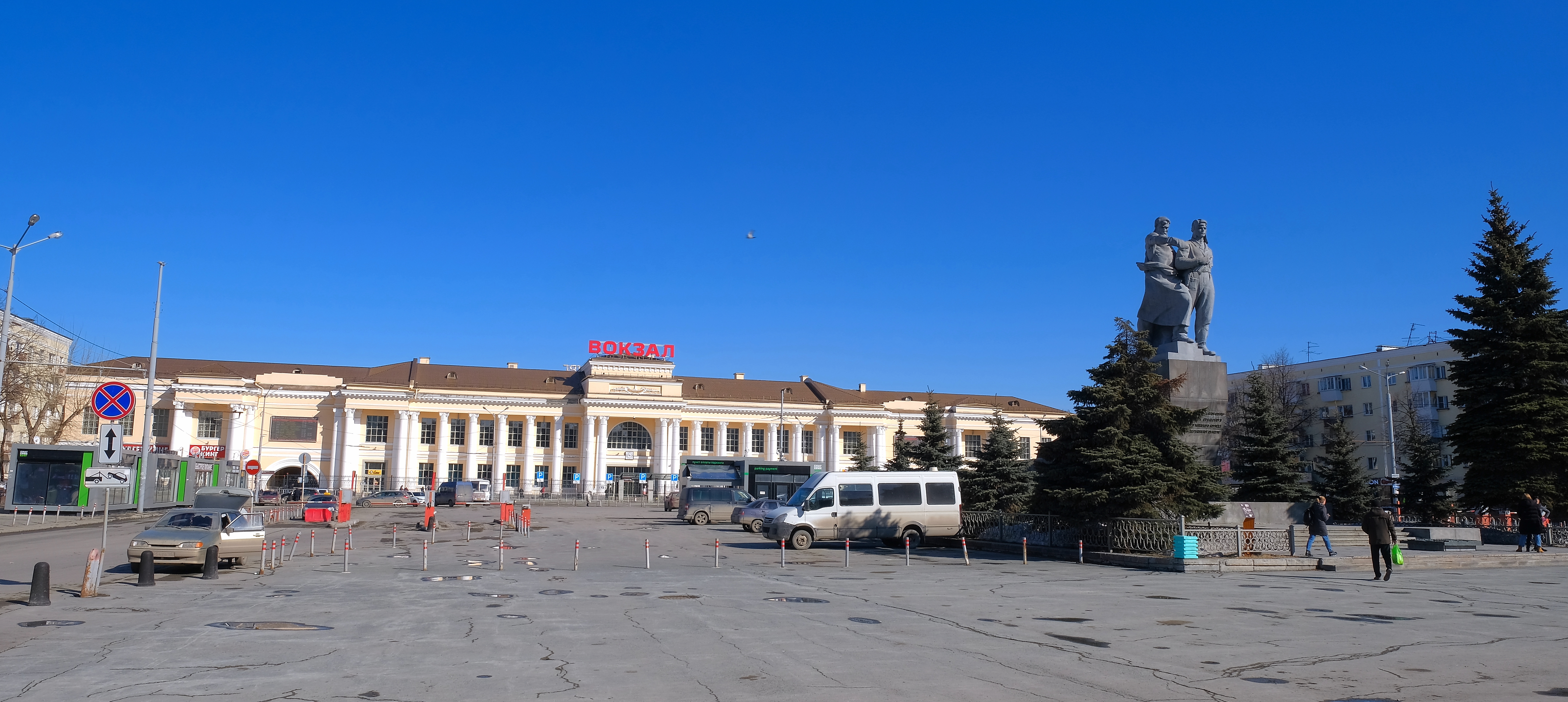
Привокзальний майдан
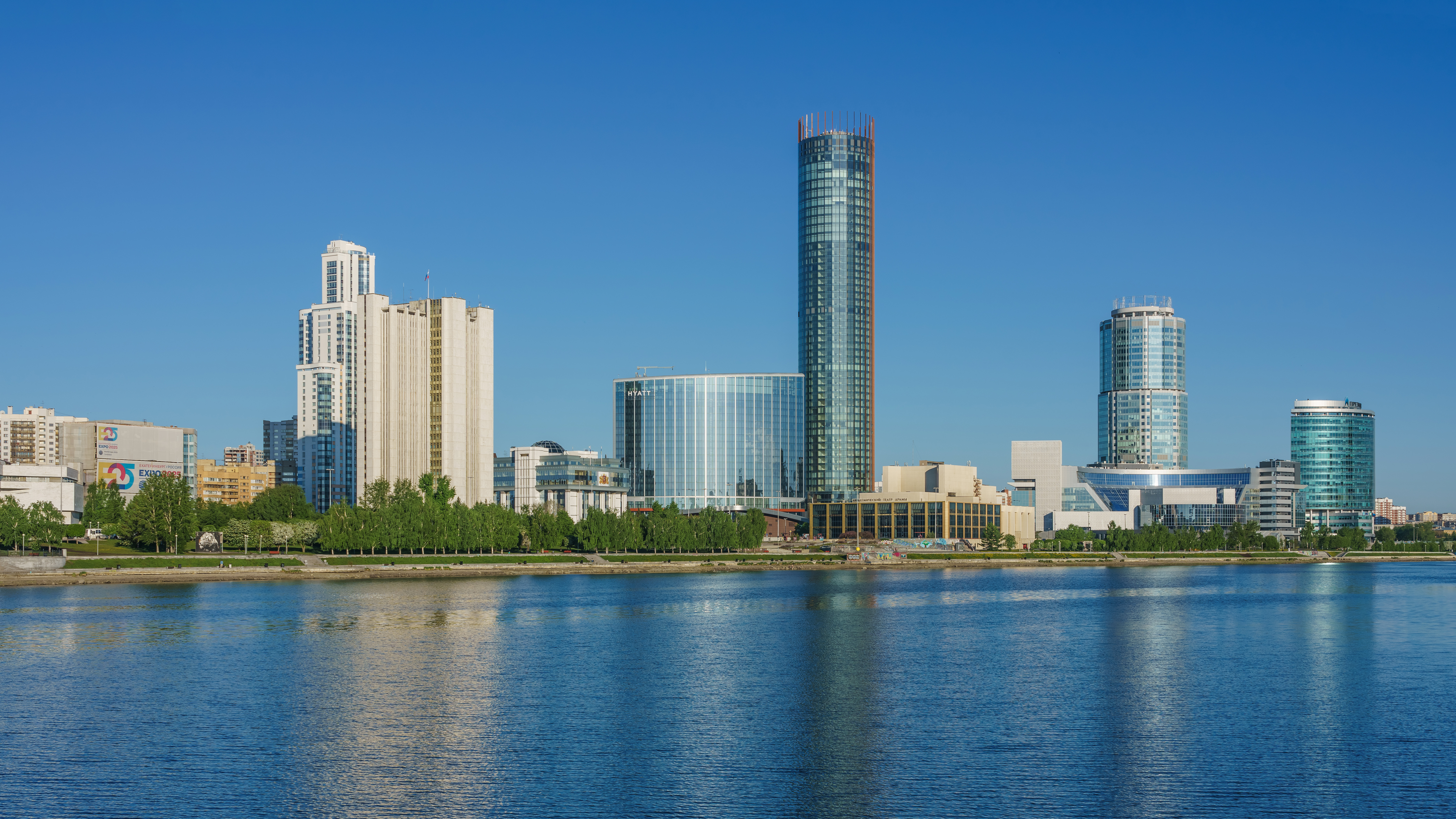
Єкатеринбург-Сіті
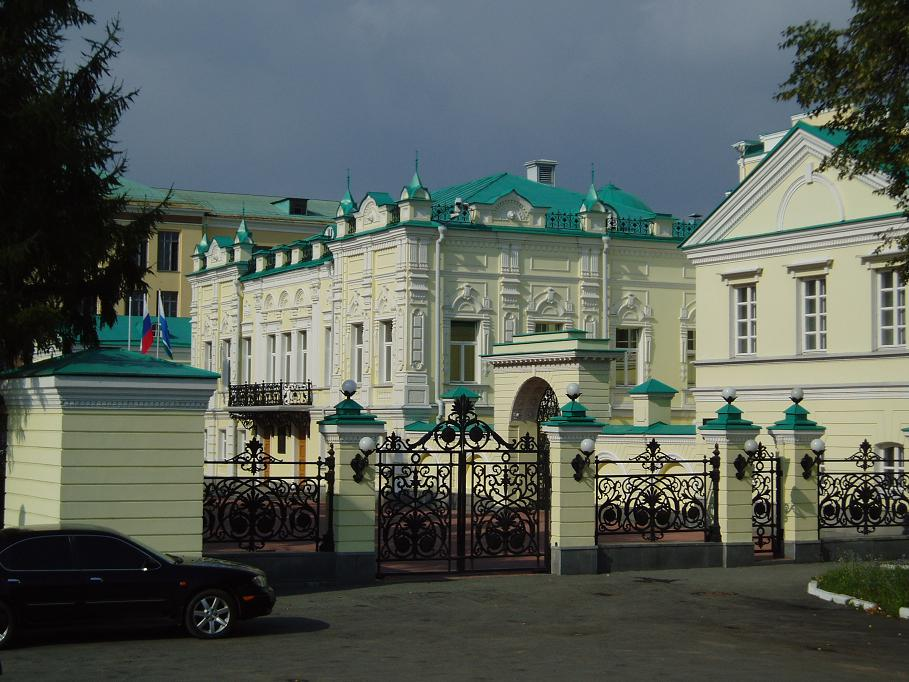
Резиденція губернатора Свердловскої області
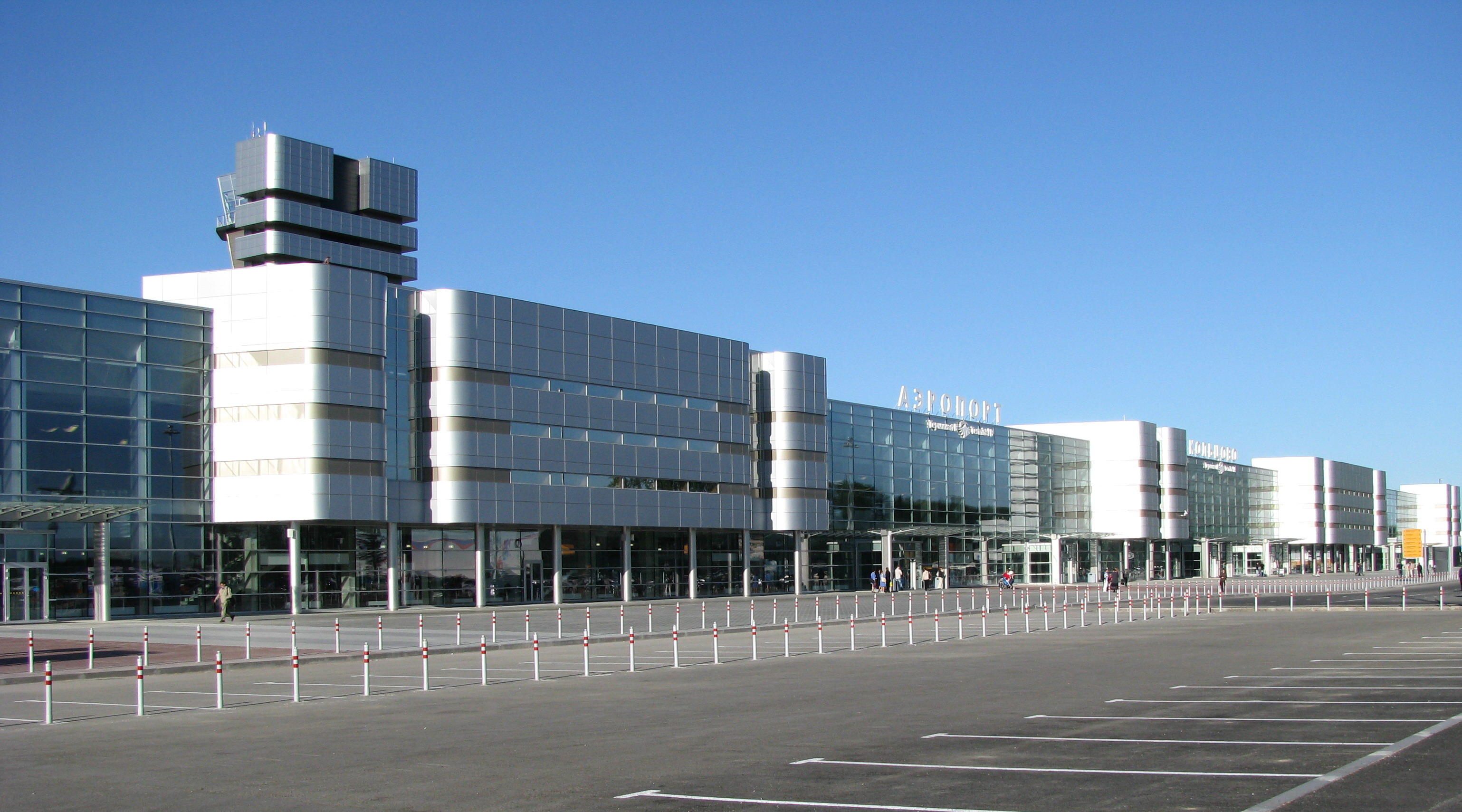
Міжнародний аеропорт «Кольцово»
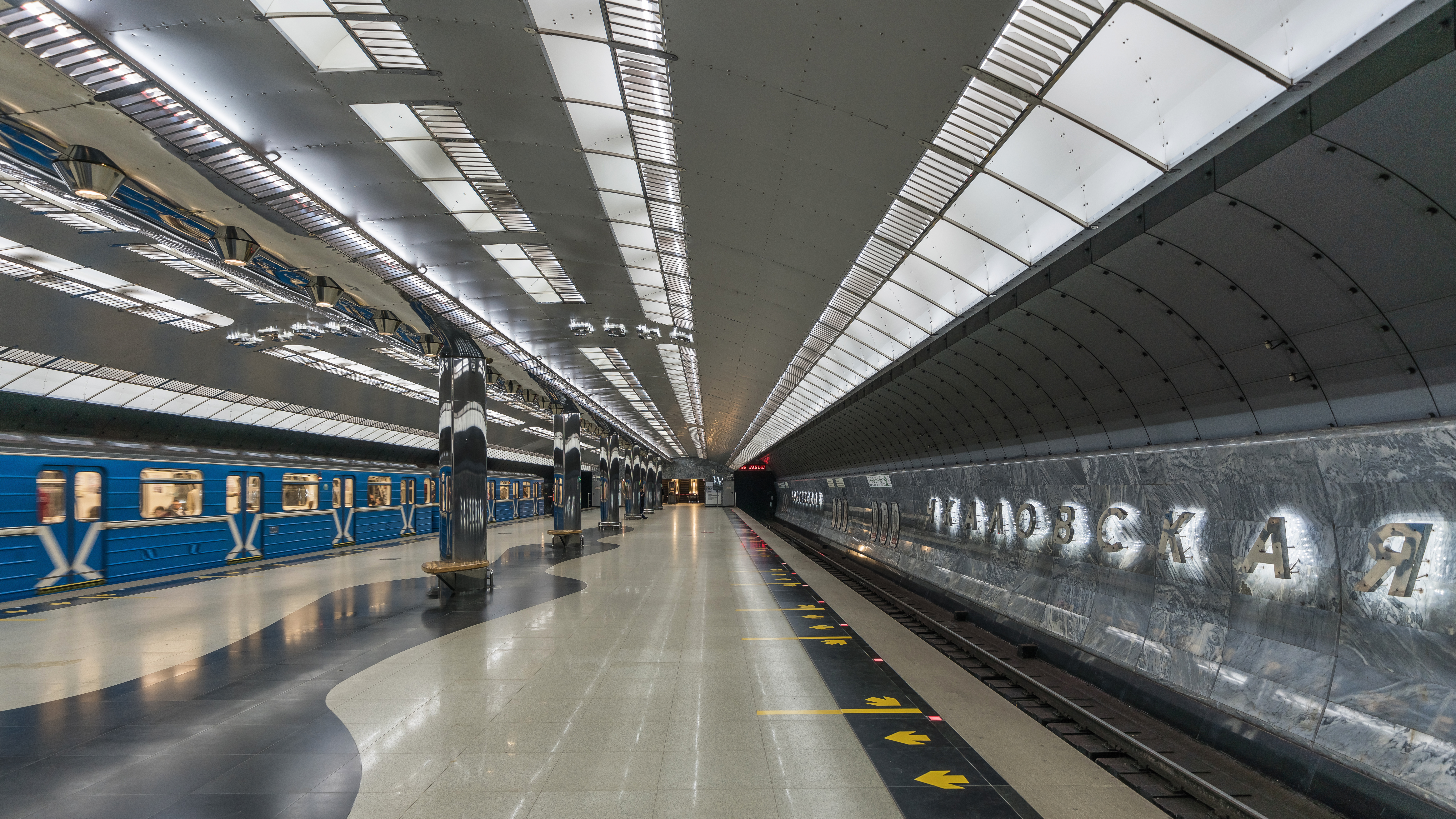
Єкатеринбурзький метрополітен
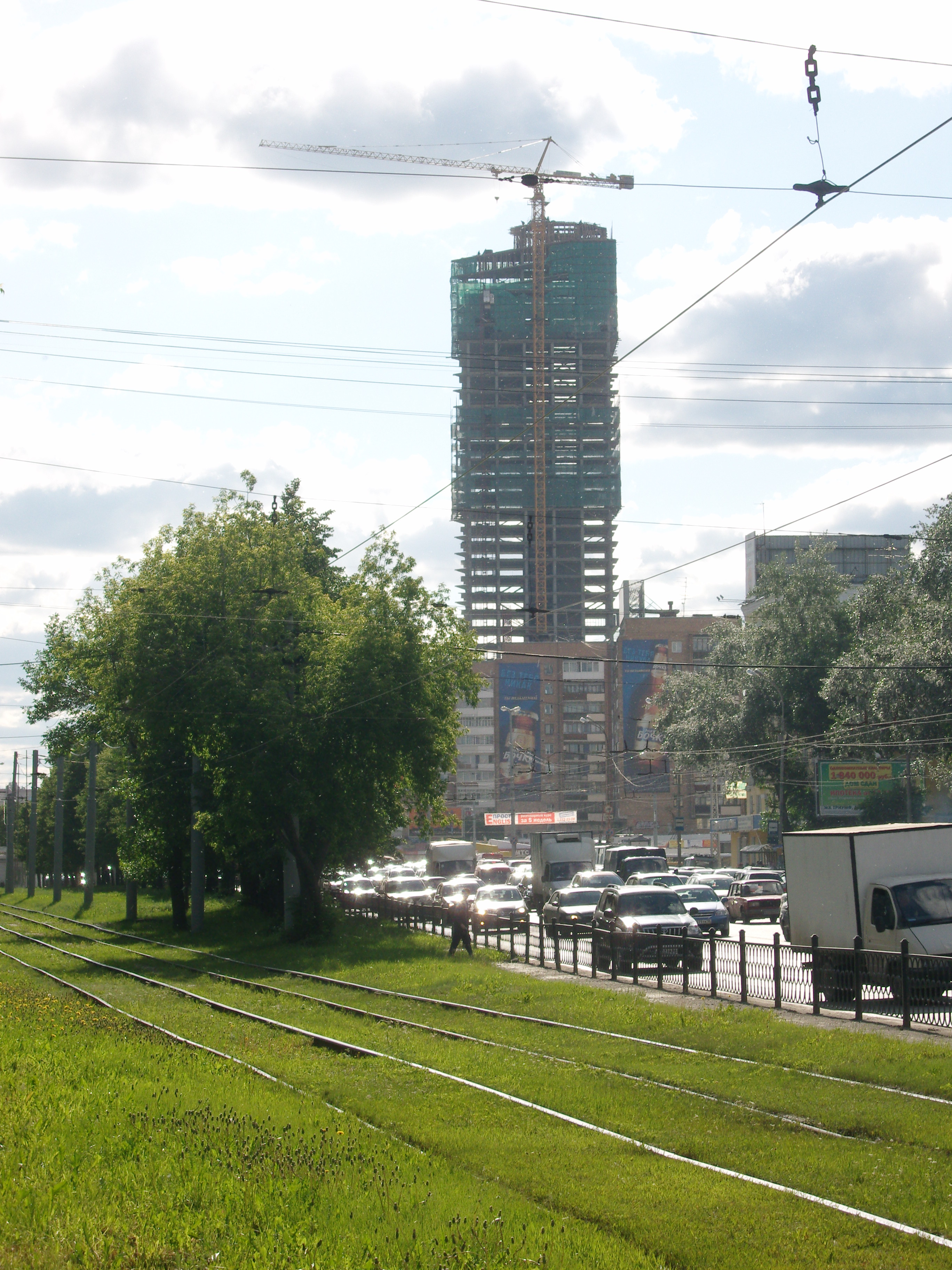
Хмарочос «Призма»
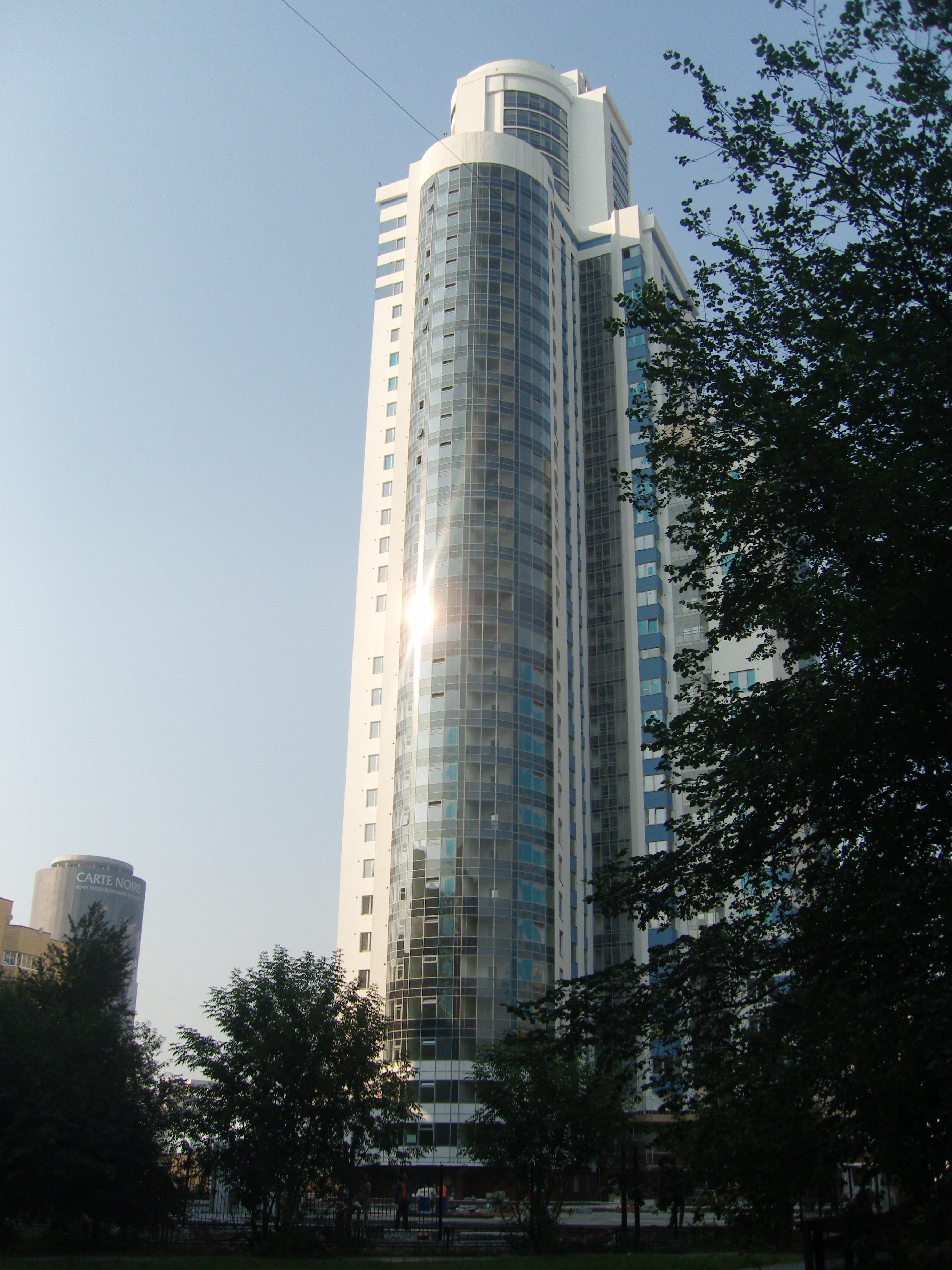
Хмарочос «Лютнева революція»
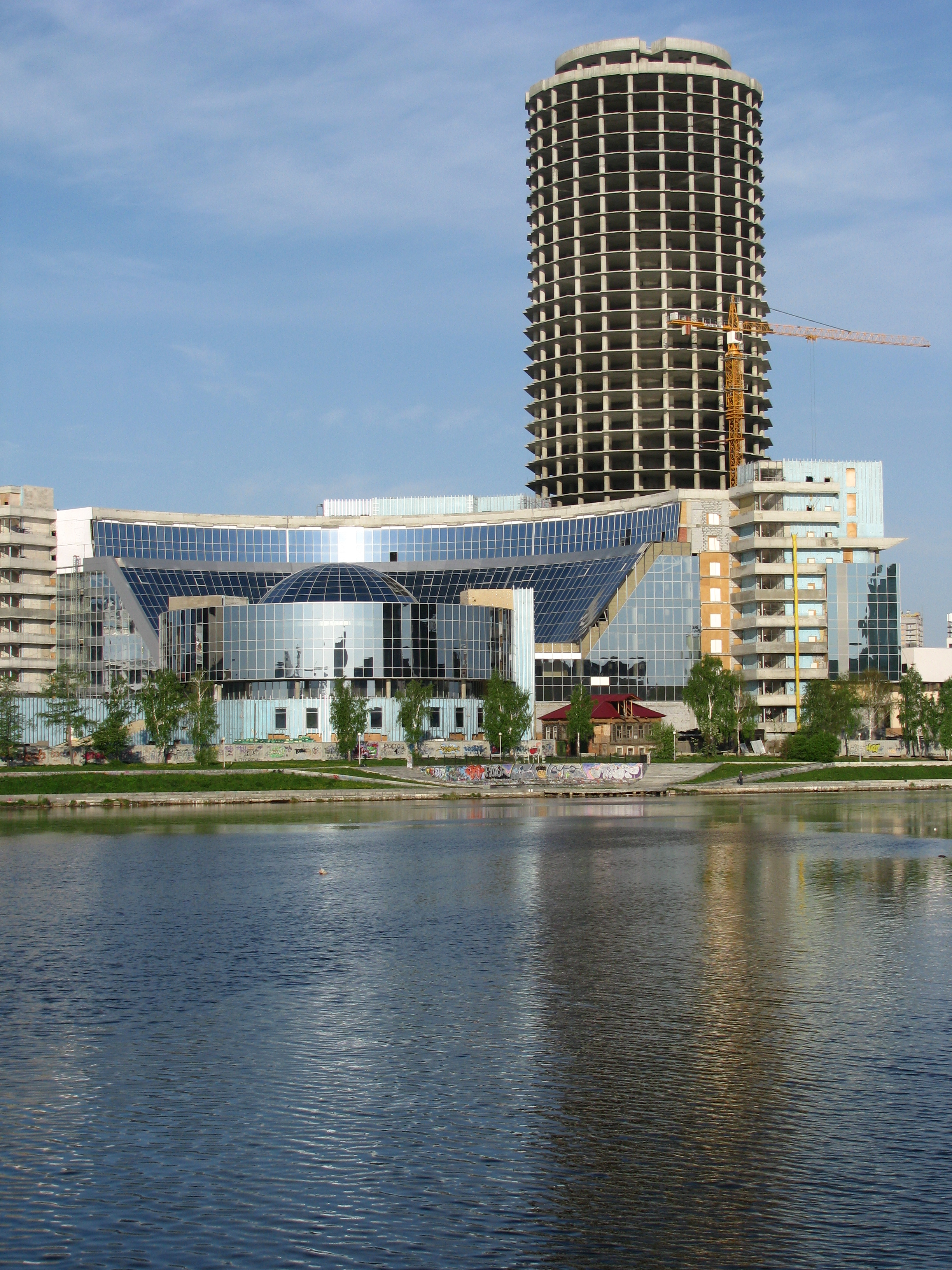
Хмарочос «Демидов-Плаза»
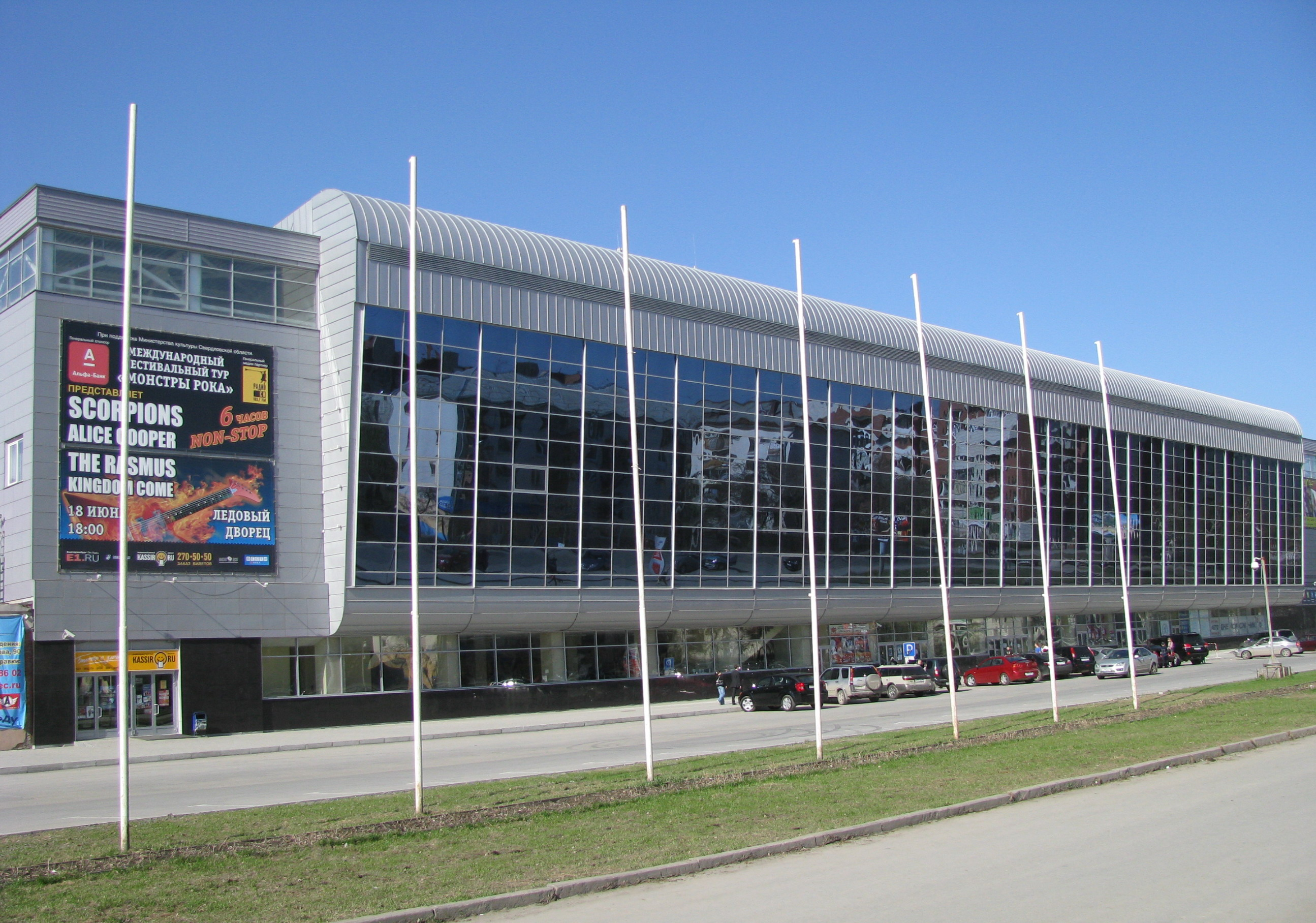
Палац спорту «Уралець»